# IAI Westwind

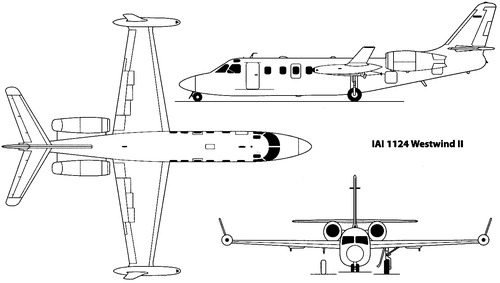
IAI 1124 Westwind tekening

De  IAI Westwind is een tweemotorige middenvleugel zakenjet, oorspronkelijk ontwikkeld en geproduceerd door de Amerikaanse firma Aero Commander als de 1121 Jet Commander. In 1968 werd het project overgenomen door Israel Aircraft Industries (IAI) die de romp iets verlengde en de nieuwe 1124 Westwind uitrustte  met twee Garrett turbofans. Het vliegtuig is geschikt voor 8-10 passagiers.

## Ontwerp en historie
Het 1121 Jet Commander ontwerp kwam voort uit de Aero Commander 500. De eerste vlucht vond plaats op 27 januari 1963. Na de overname van het bedrijf Aero Commander door North American Rockwell ontstond er een overlap in de zakenjet productrange, waarna de beslissing werd genomen om het Jet Commander programma in 1968 te verkopen aan Israel Aircraft Industries (IAI).
IAI verlengde de Jet Commander romp en verving de verouderde General Electric CJ610 turbojet motoren door de zuinigere en stillere Garrett TFE731 turbofans en de zakenjet werd omgedoopt tot 1124 Westwind. In totaal zijn er 292 Westwind toestellen gebouwd door IAI en 150 Jet Commanders door Aero Commander. In 1987 verliet de laatste Westwind de fabriek, waarna IAI haar productiecapaciteit benutte voor de IAI Astra, later omgedoopt tot Gulfstream G100.